# Baron Basing
Baron Basing, of Basing Byflete and of Hoddington, both in the County of Southampton, ist ein erblicher britischer Adelstitel in der Peerage of the United Kingdom.

## Verleihung
Der Titel wurde am 7. Juli 1887 für den konservativen Unterhausabgeordneten und ehemaligen President of the Local Government Board George Sclater-Booth geschaffen.
Heutiger Titelinhaber ist seit 2007 sein Ur-urenkel Edward Beckett als 6. Baron.

## Liste der Barone Basing (1887)
- George Sclater-Booth, 1. Baron Basing (1826–1894)
- George Sclater-Booth, 2. Baron Basing (1860–1919)
- John Sclater-Booth, 3. Baron Basing (1890–1969)
- George Sclater-Booth, 4. Baron Basing (1903–1983)
- Neil Sclater-Booth, 5. Baron Basing (1939–2007)
- Stuart Sclater-Booth, 6. Baron Basing (* 1969)

Titelerbe (Heir Apparent) ist der Sohn des aktuellen Titelinhabers Hon. Luke Sclater-Booth (* 2000).